# イサオ
イサオ（または、ばってん荒川Jr.）1984年2月14日 - ）は、九州、主に熊本県内で活動するローカルタレント、お笑いタレント、お笑い芸人、漫才師である。
本名は米嵜 勲（よねざき いさお、米崎とも表記される）。熊本県熊本市出身、血液型はB型。

## 人物
父は熊本を代表するローカルタレントの1人のばってん荒川。尊敬する人物は父と新庄剛志。
熊本学園大学在学中に学園祭などの司会を経験し、大学卒業後、父と同じ芸の世界に飛び込んだ。大田黒浩一の付き人を2年経験、現在はテレビ、ラジオ番組やお笑いライブに出演し芸の幅を広げている。
ミートボール岡部とのお笑いコンビ「肥後ドッコイ」と、父親の衣装、カツラを引き継ぎ、「ばってん荒川Jr.」として、九州各地のイベントなどに出演している。

## 来歴
- 2007年、星野竜馬とお笑いコンビ「カルデラーズ」を結成。

熊本のアマチュアお笑い団体「先笑ライブ」に月に一度お笑いライブに出演する。
- 2011年、ミートボールと「肥後ドッコイ」を結成。

本格的にプロとして活動を始める。
·     
- 2011年4月 熊本お笑い-1グランプリ優勝
- 同年4月　中国、上海笑う劇場にて初の海外公演を経験。
- 2019年、南野やじと共にお笑いコンビ「有明ミッショネルズ」を結成。
- 2020年、M-1グランプリ2020の予選で、一つの夢であった初のルミネtheよしもとのステージに立つ。
- 2021年、独立リーグの火の国サラマンダーズのスタジアムDJに抜擢される。
- 近年、東京でもお笑いライブに出演している。
- 2021年12月 九州お笑いバトル優勝（福岡）
- 2022年4月熊本で初の主催ライブ「XLIVE」開催（熊本市民会館、動員約270名）
- 2022年9月、主催ライブ「XLIVE vol.2」開催（熊本市民会館、動員約280名）
- 2023年4月、主催ライブ「XLIVE vol.3」開催（熊本市民会館、動員約300名）
- 2023年7月、初単独ライブ「ばってん荒川Jr.単独ライブ」開催（熊本市民会館、動員約250名）
- 2024年4月、主催ライブ「XLIVE vol.4」開催（熊本市民会館、動員約280名）
- 2024年8月、肥後ドッコイ×ブーゲンビリア　広島ツーマンライブ開催（広島フォレストシアター）
- 2024年9月、主催ライブ「XLIVE vol.4.5」開催（熊本市民会館、動員約250名）
- 2025年4月、主催ライブ「XLIVE vol.5」開催（熊本市民会館、動員約260名）

## 賞レース成績
- ザ・グレイテスト笑漫2025 （九州、中国、四国地方の 賞レース）　　　　　　 第1回　準優勝

- R-1ぐらんぷり（現・R-1グランプリ）
  - 2015年 - 2回戦進出
  - 2016年 - 2回戦進出
  - 2017年 - 2回戦進出
  - 2018年 - 2回戦進出
  - 2019年 - 2回戦進出
  - 2022年 - 2回戦進出
  - 2025年 - 2回戦進出
- M-1グランプリ
  - M-1グランプリ2017 - 2回戦進出
  - M-1グランプリ2018 - 2回戦進出
  - M-1グランプリ2020 - 2回戦進出
  - M-1グランプリ2021 - 2回戦進出
  - M-1グランプリ2022 - 2回戦進出
  - M-1グランプリ2023 - 2回戦進出
  - M-1グランプリ2024  - 2回戦進出

## 出演番組

### テレビ
- パチプレTV-R（KAB熊本朝日放送）
- パチゲットテレビ（KKT熊本県民テレビ）
- さしよりご勘弁 （KAB熊本朝日放送）

### ラジオ
- X RADIO（熊本シティエフエム）
- THE MUSIC Sunday（RKKラジオ、日曜15:00-16:00、2024年4月14日開始）

### ドラマ
- 『裸の大将 火の国・熊本編〜女心が噴火するので〜』（2009年10月24日）
- 『クロコーチ』（2013年）

### 映画
- 『隠し砦の三悪人 THE LAST PRINCESS』（2008年）
- 『女たちの都〜ワッゲンオッゲン〜』（2013年）
- 『オズランド 笑顔の魔法おしえます。』（2018年）

### テレビ
- テレビタミン（KKT熊本県民テレビ）
- Dr.クラナガン（同上）
- 若っ人ランド（TKUテレビ熊本）
- ダンクマTV（同上）
- 花畑情報カフェ サタブラ（KAB熊本朝日放送）
- 嬢(2)↗↗（同上）
- 情報プレゼンター とくダネ!（フジテレビ系列）
- 窓をあけて九州（九州・沖縄JNN系列）
- ちかっぱ!（TNC）
- 月曜から夜ふかし（日本テレビ）
- 秘密のケンミンSHOW（日本テレビ）
- くりぃむしちゅーの熊本どぎゃん!?（熊本県民テレビ）
RKKラジオ「THE MUSIC Sunday」生放送中に同番組のロケが入り有田哲平とKKTの山本紗英子アナウンサーと共に自らの番組を進行。

### ラジオ
- サテQロッキンレディオ（熊本シティエフエム）
- モーニンググローリー（エフエム熊本）
- べろべろばー（KBCラジオ）
- 居酒屋清子（KBCラジオ）

### テレビCM
- 西山石材 - 師匠である大田黒浩一と共演している。
- オートメッセ
- 熊交観光バス
- ファミリー三愛
- カリーノ下通
- ばってんの湯・星の湯・一休（天然温泉）合同CM
- 熊本探偵社